# Chen Hongshou
Chen Hongshou (ur. 1598, zm. 1652), znany też jako Zhangzhou (章侯) i Laolian (老莲) – chiński malarz późnego okresu Ming.
Pochodził z prowincji Zhejiang, z rodziny uczonych i urzędników. Od dzieciństwa przejawiał talenty malarskie, w związku z czym został oddany przez rodziców na naukę u mistrza Lan Yinga. Studiował także nauki konfucjańskie u Liu Zongzhou. Wezwany przez cesarza Chongzhena na dwór w Pekinie, pracował jako malarz nadworny, kopiując portrety dawnych władców. Po podbiciu Chin przez Mandżurów w 1644 roku osiadł w świątyni buddyjskiej Yunmen w Shaoxing, przybierając imię zakonne Huichi (悔迟).
Malował zwierzęta, pejzaże i postaci ludzkie. Wzorując się na dziełach dawnych mistrzów stopniowo wypracował własny, lekko ekstrawagancki styl. Według jego prac wykonywano drzeworyty z ilustracjami do powieści oraz kart do gry. Zajmował się również kaligrafią.